# Gregorio Fernández

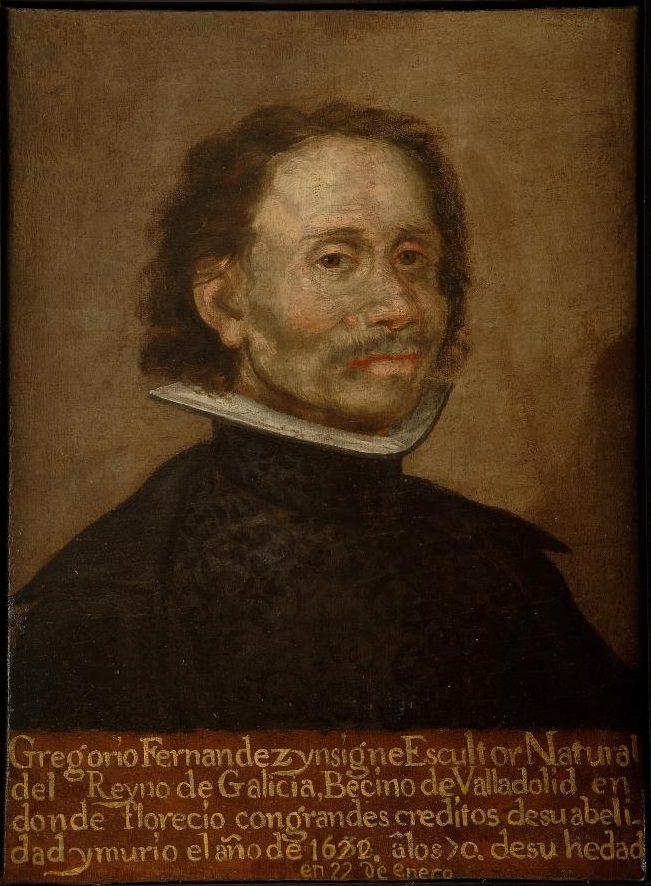
Diego Valentín Díaz – Porträt von Gregorio Fernández

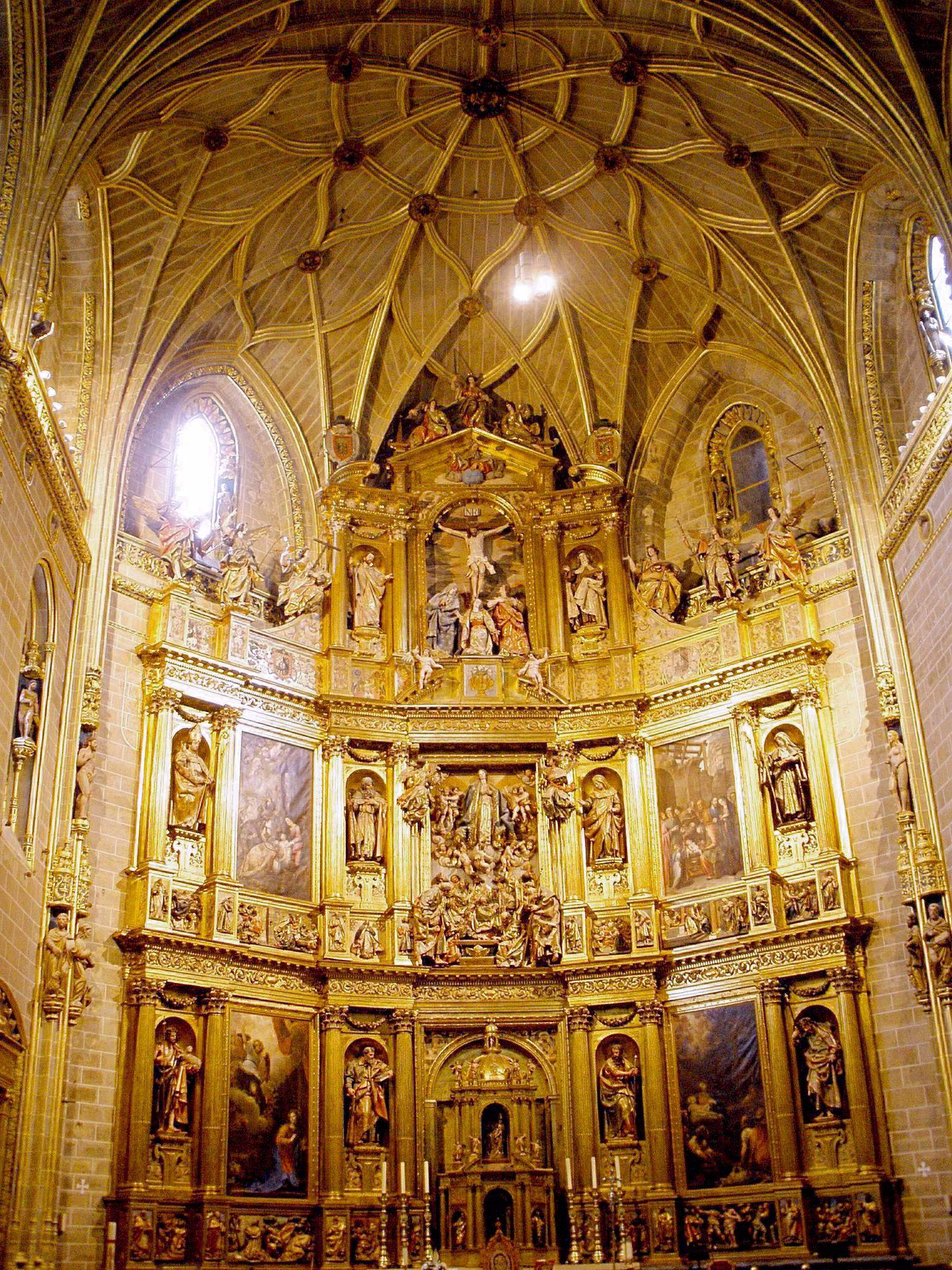
Altarretabel in der neuen Kathedrale von Plasencia

Gregorio Fernández (* um 1576 in Sarria; † 1636 in Valladolid; auch Gregorio Hernández) war ein Bildschnitzer der  spanischen Spätrenaissance und des Frühbarock.

## Leben
Fernández studierte in Valladolid, wo er um das Jahr 1605 seine eigene Werkstätte einrichtete. Er machte sich mit holzgeschnitzten und bemalten Altarfiguren einen Namen. Dabei verzichtete er auf leuchtende Farben und Gold und wählte stattdessen eine schlichte, natürlich wirkende Farbgebung. Fernández’ Christusstatuen sind von großer Eindringlichkeit und Ausstrahlung. Zu seinen Hauptwerken gehören die Altarretabel der Zisterzienserinnenabtei Las Huelgas Reales und des Klosters der Descalzes Reales in Valladolid, der Kathedrale von Plasencia und der Konkathedrale von Miranda do Douro in Portugal.

## Werke (Auswahl)

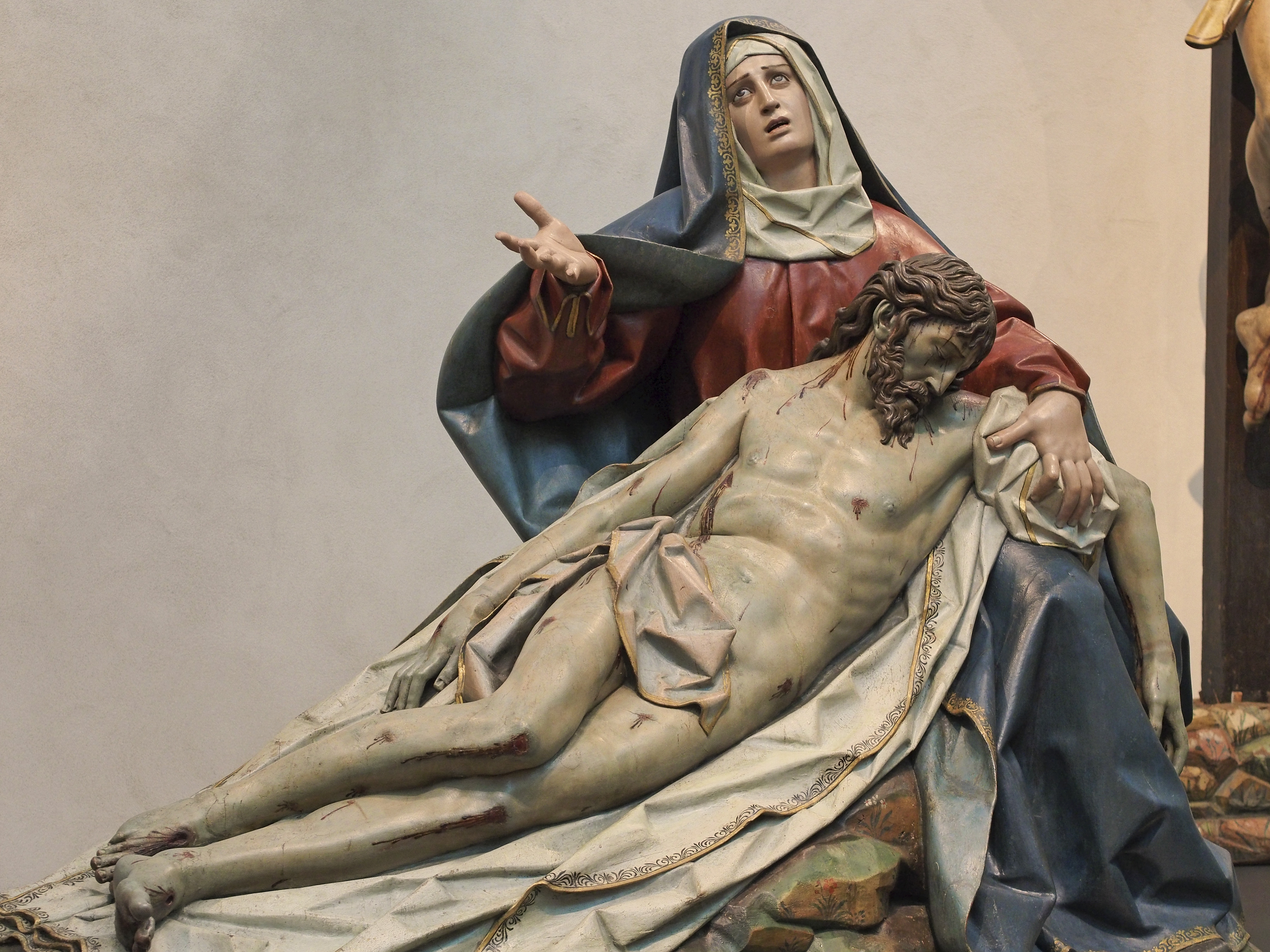
Pietà, Museo Nacional de Escultura
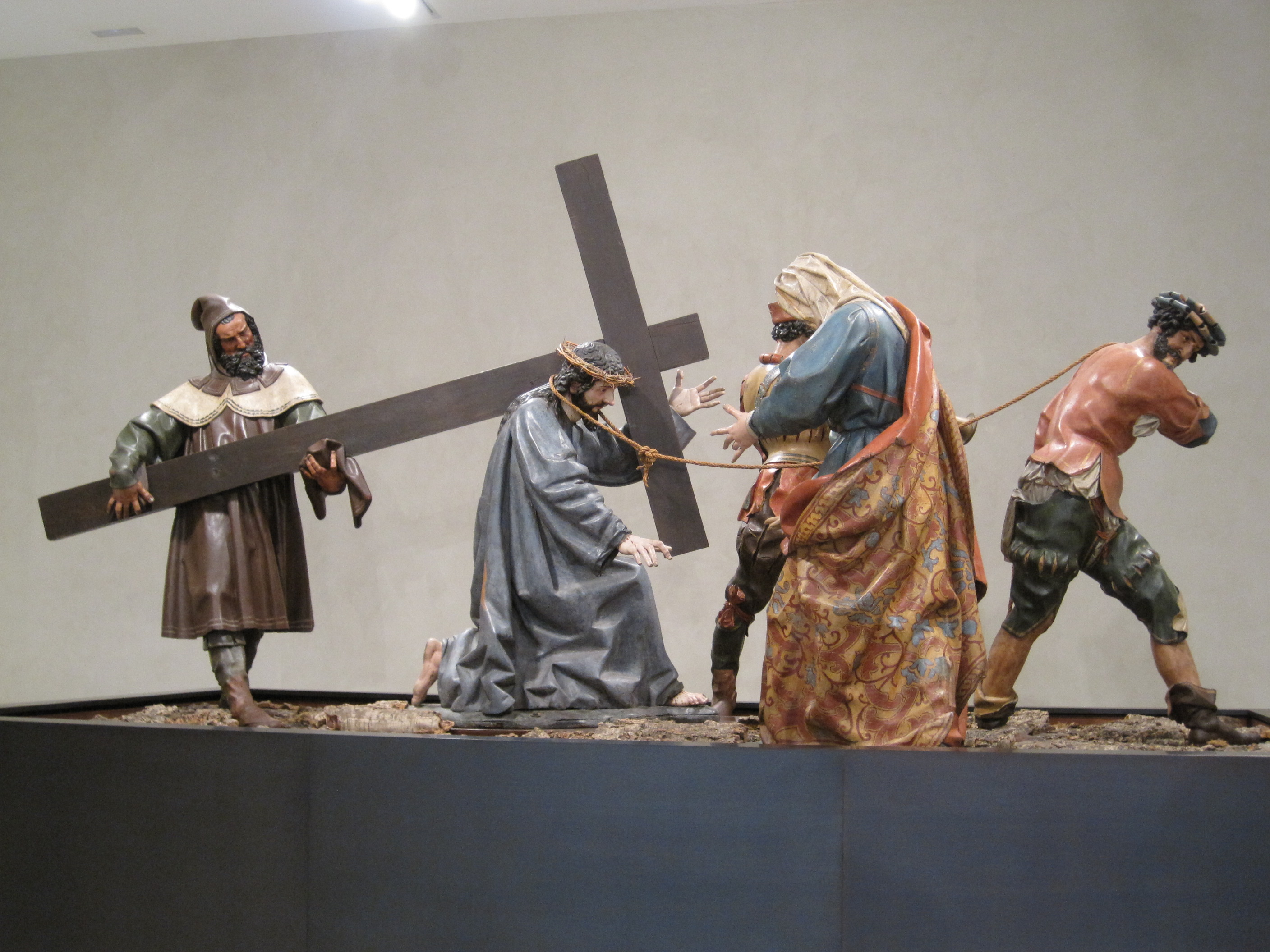
Gang zum Kalvarienberg (1610), Museo Nacional de Escultura
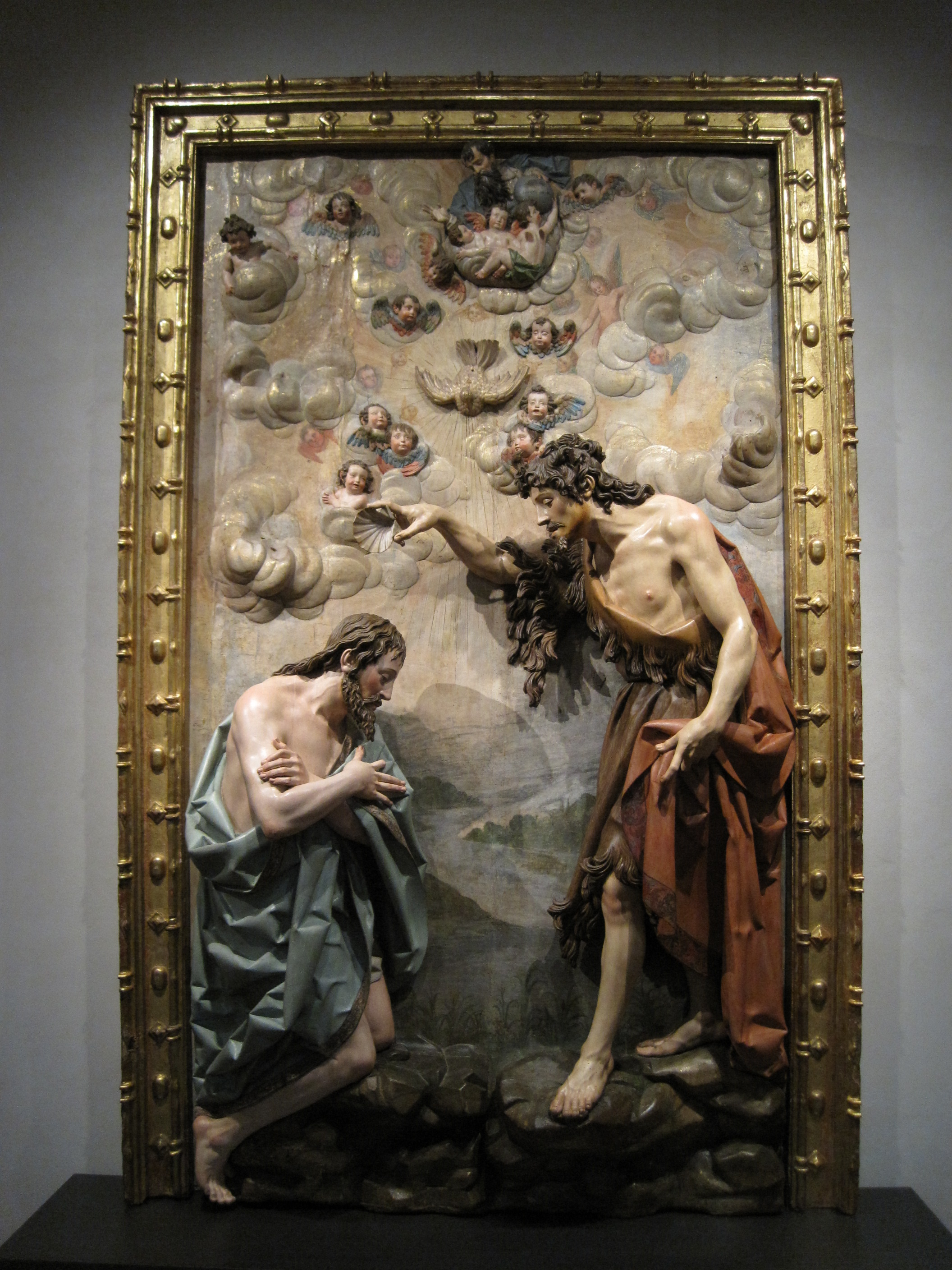
Taufe Jesu (1624–28), Museo Nacional de Escultura
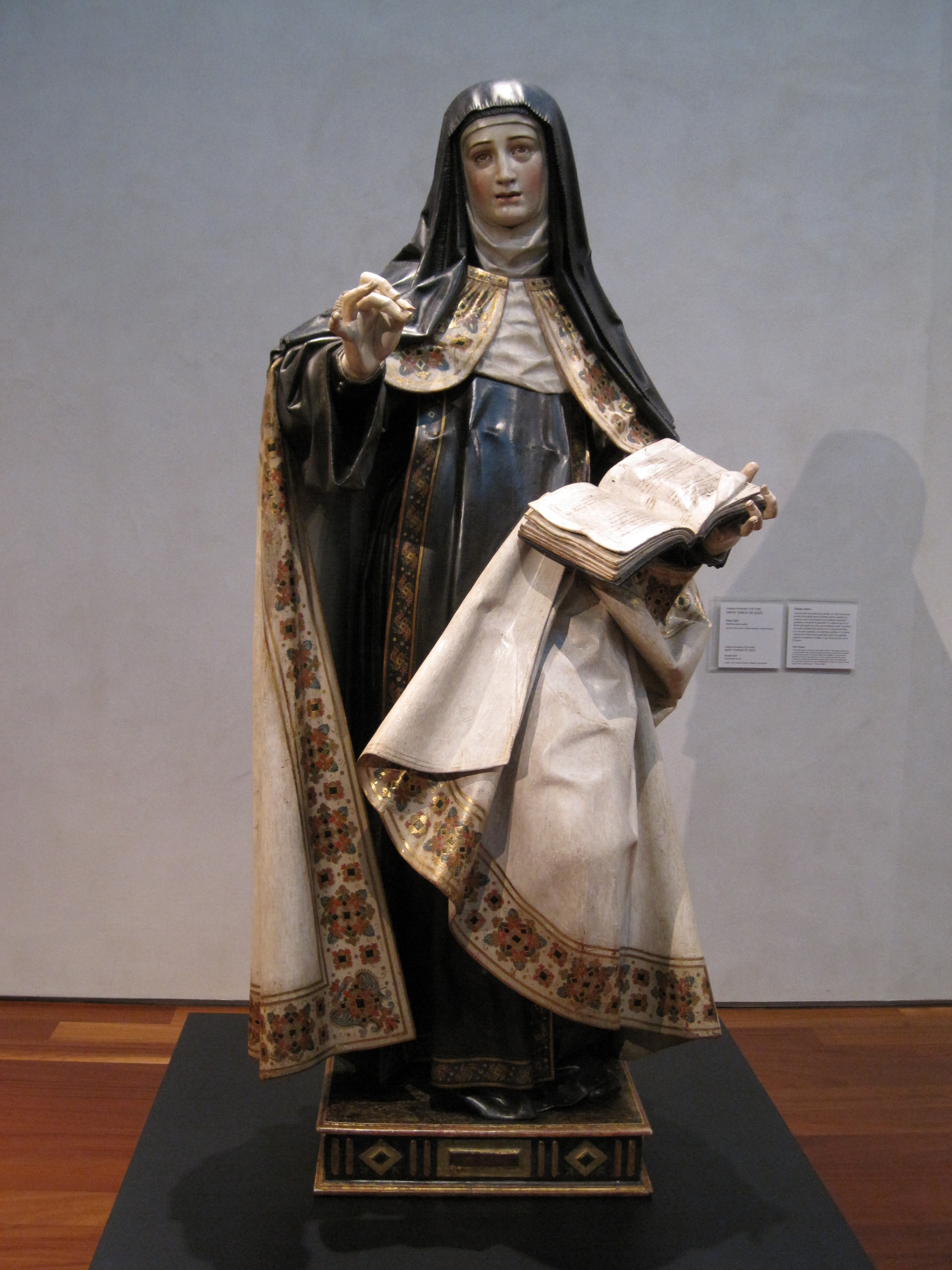
Teresa von Ávila (1625), Museo Nacional de Escultura
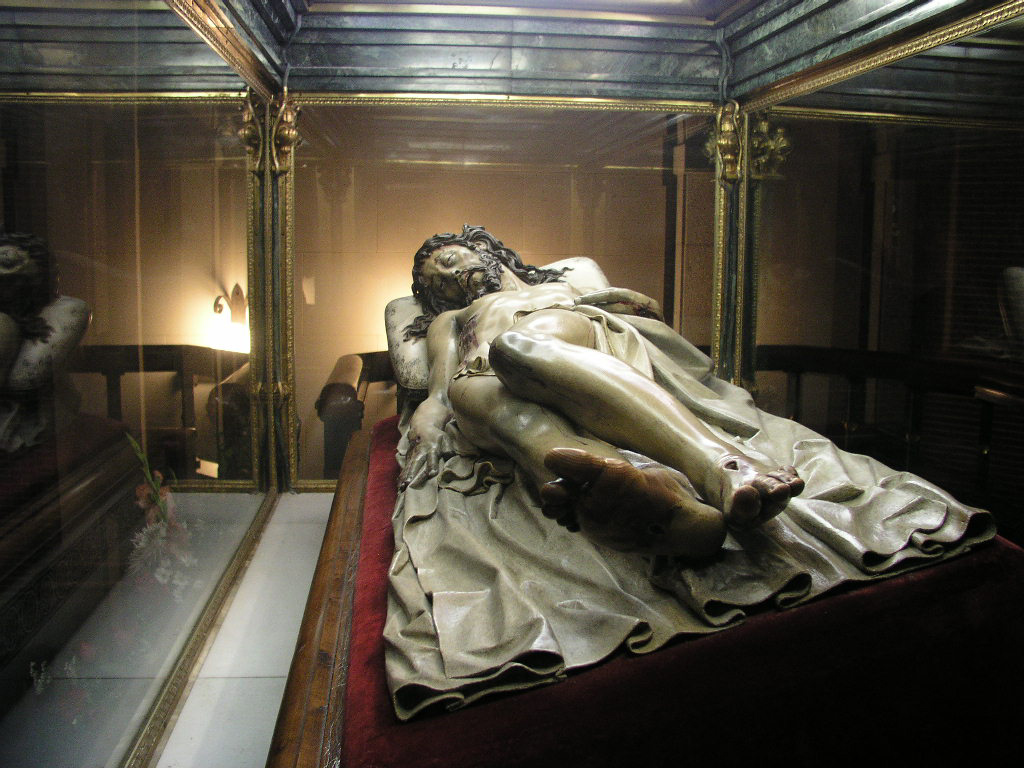
Santísímo Crísto de El Pardo (1605), El Pardo (Madrid)